# Aires Sollerics
Aires Sollerics és una agrupació folklòrica de la vall de Sóller fundada el 1969.
Des dels inicis, el grup Aires Sollerics apel·là a la cultura mallorquina, a les seves manifestacions festives i al seu patrimoni per contraposar-lo a cultures foranes i prevenir-los de la desvirtuació que condueix a l’estandardització i a la reducció cultural. És, doncs, una agrupació que valora el patrimoni com alguna cosa que va del passat al futur, que comprèn el fet diferencial i el transmet d’acord amb el propi avenç de la societat, reconeixent allò que és història i herència i allò que hom incorpora amb el pas del temps, sense nostàlgia d’un temps passat millor, però amb respecte per les formes rebudes, defugint els estereotips i acostant-se, en la mesura del possible, a la recerca antropològica, valorant la pròpia idiosincràsia i aportant el coneixement d'altres cultures, d'altres maneres d’entendre el món, és a dir, d'altres danses i altres músiques.
Aires Sollerics es fundà el mes d’abril de l’any 1969 a partir d’una escola de ball creada l’any anterior i dirigida per antics balladors del grup ja desaparegut “Brot de Taronger”. Fou Jeanette Quetglas Paoli qui posà la primera pedra per crear una escola de ball, davant la desaparició dels grups existents a la vall de Sóller.

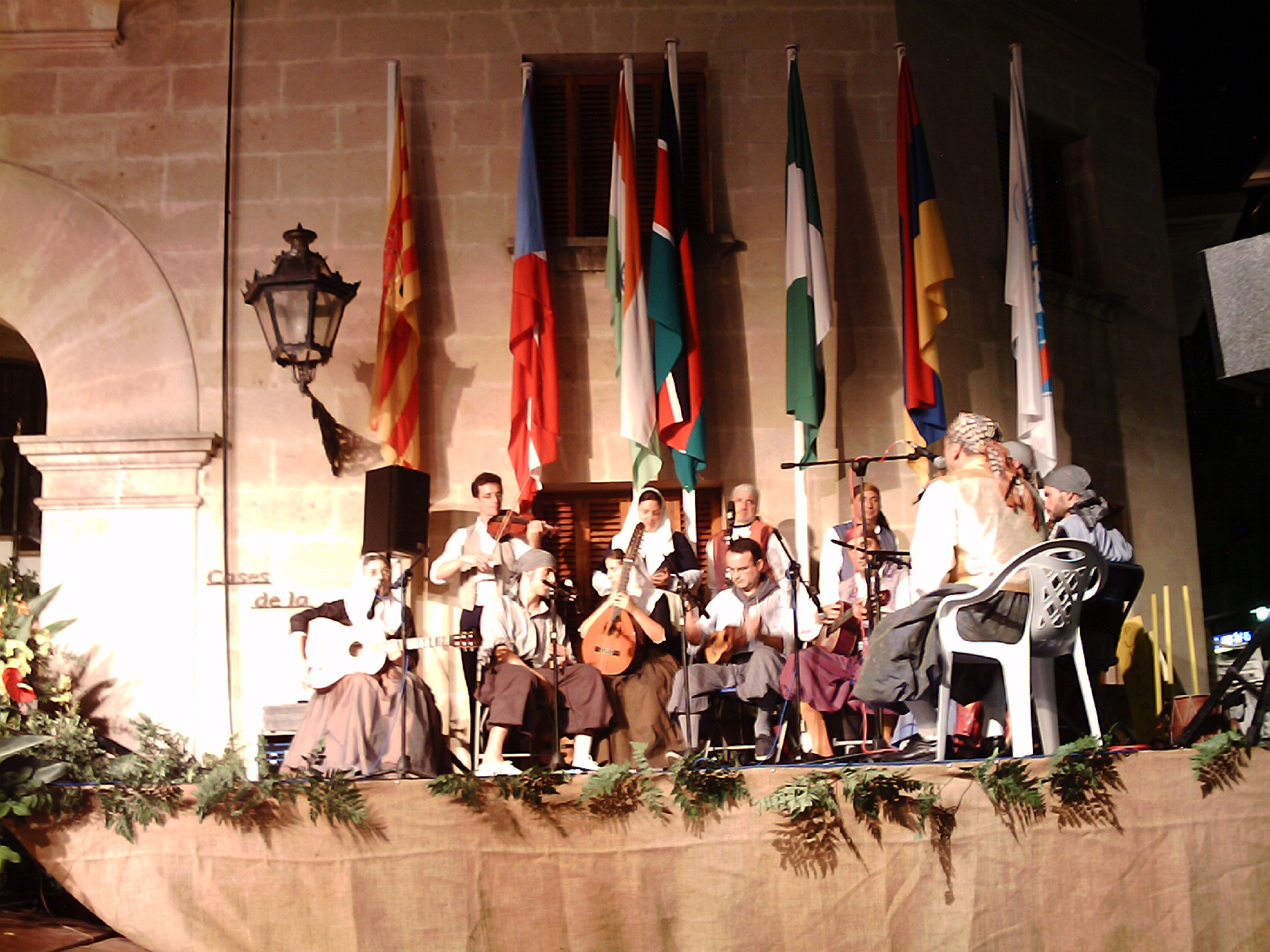
Actuació a la Mostra Internacional el 2006.

La dècada dels vuitanta Aires Sollerics organitzen “Sa Mostra”, un festival internacional folklòric de Sóller. D'aquesta manera començaren a marcar diferències respecte a altres festivals semblants i promogueren el voluntariat entre la ciutadania que s'anà fent seu aquest esdeveniment, fins que Sa Mostra passà, ja en els anys noranta, a ser un organisme independent. A més, el festival solleric evità la competició entre cultures diverses i promogué la difusió i el coneixement mutu d’aquelles cultures que, al llarg dels trenta anys vinents, anaren passant per la vall de Sóller deixant la seva empremta i emportant-se també els trets més significatius de la cultura pròpia. Un fet significatiu és que, des dels orígens, les comunicacions internes i externes de Sa Mostra s'han fet sempre en català, a més de les traduccions corresponents a la llengua del país que ens visitava. D’aquesta manera Aires i Sa Mostra varen exportar al món aquest tret diferencial i que caracteritza la cultura, la idiosincràsia i la manera de viure dels sollerics.
Aires Sollerics demostraren una gran preocupació sobre distints aspectes de les tradicions populars i les formes que aquestes han de tenir. Així recuperaren els dimonis de Sant Antoni, les festes de barriada amb presència de manifestacions de cultura popular (Biniaraix, Horta, Estiradors, Port de Sóller...), investigaren i intentaren recuperar danses, com la dels cossiers, impulsaren i reivindicaren d’instruments propis de la cultura popular (tallers i cursos de xeremies i flabiol, recuperació de balls amb aquests instruments), recuperaren les representacions dels Reis d’Orient. També foren capdavanters en l'impuls de les “ballades populars” on es promou la dansa popular fora de l’encorsetament de l’espectacle i sense l’ús de la indumentària popular.
El 2011 l’Obra Cultural Balear atorgà el premi Bartomeu Oliver, dels premis 31 de Desembre, al grup Aires Sollerics.